# العطاطرة (غزة)
العطاطرة أحد الأحياء الشمالية الغربية في مدينة بيت لاهيا في شمال قطاع غزة. يعد معظم سكانها من المزارعين أو ملاك الأراضي وليسوا لاجئين فلسطينيين على خلاف معظم السكان في قطاع غزة. تعد الفراولة المحصول الزراعي الرئيسي المنتج في البلدة والذي كان يتم تصديره بشكل رئيسي إلى الضفة الغربية وفلسطين المحتلة قبل الحصار الإسرائيلي لقطاع غزة بعد سيطرة حركة حماس على القطاع، وهي منظمة فلسطينية شبه عسكرية وسياسية.
تعتبر إسرائيل العطاطرة معقلًا سياسيًا لحركة حماس. حيث كانت هدفًا لهجمات الجيش الإسرائيلي خلال الحرب على غزة 2008-09 في أيامها القليلة الأولى، وأدت لاستشهاد 16 مدنيًا على الأقل، بينهم خمسة ينتمون إلى نفس العائلة. كما تم تدمير ما بين 40 و 50 منزلًا.